# 스나이퍼 VS 스나이퍼
스나이퍼 VS 스나이퍼는 컴투스에서 제작한 온라인 대전 FPS 게임이었다. 2014년 12월 5일에 서비스를 종료하였다.

## 특징
- 3개의 싱글 모드 : 캠페인, 1:1 대전, 스페셜 미션
- 2개의 온라인 모드 : 대전, 협력
- 아이폰, 안드로이드에서 이용이 가능하다.